# Campephilus gayaquilensis
Campephilus gayaquilensis е вид птица от семейство Picidae. Видът е почти застрашен от изчезване.

## Разпространение
Видът е разпространен в Еквадор, Колумбия и Перу.